# Utinja
Utinja är ett vattendrag i Kroatien. Det ligger i den centrala delen av landet, 40 km söder om huvudstaden Zagreb.